# Myristica fusiformis
Espèce
Myristica fusiformis est une espèce de plantes de la famille des Myristicaceae.

## Liste des sous-espèces
Selon Catalogue of Life (11 avril 2019) :
- sous-espèce Myristica fusiformis subsp. fusiformis
- sous-espèce Myristica fusiformis subsp. pseudostipitata

Selon Tropicos (11 avril 2019) :
- sous-espèce Myristica fusiformis subsp. pseudosipitata W.J. de Wilde

## Publication originale
- Blumea 40(2): 287. 1995.